# Теорема Віталі (комплексний аналіз)
Теорема Віталі — твердження у комплексному аналізі про властивості рівномірно обмеженої послідовності голоморфних функцій. Теорема названа на честь італійського математика Джузеппе Віталі
.

## Твердження теореми
Якщо послідовність функцій {\displaystyle f_{n}} голоморфних в області {\displaystyle \Omega } є рівномірно обмежена на компактних підмножинах {\displaystyle \Omega } і для всіх {\displaystyle z,} що належить підмножині {\displaystyle E\subset \Omega ,} що має граничну точку всередині {\displaystyle \Omega } існує границя {\displaystyle \lim _{n\to \infty }f_{n}(z)} то {\displaystyle f_{n}} є рівномірно збіжною на компактних підмножинах {\displaystyle \Omega } до функції {\displaystyle f,} що є голоморфною на {\displaystyle \Omega .}
Зауваження. Аналог теореми для функцій багатьох змінних є невірним. Наприклад можна взяти за {\displaystyle \Omega } — бікруг із змінними {\displaystyle z,w} і розглянути послідовність функцій {\displaystyle f_{n}(z,w)=(-1)^{n}z^{n}.}

## Доведення
Припустимо, що послідовність {\displaystyle f_{n}} не є збіжною в деякій точці {\displaystyle z_{0}\in \Omega .} Тоді з послідовності чисел {\displaystyle f_{n}(z_{0})}  можна виділити дві підпослідовності, що збігаються до різних чисел {\displaystyle w_{1}} і {\displaystyle w_{2}.} Нехай відповідні підпослідовності функцій будуть {\displaystyle f_{n_{k}}} і {\displaystyle f_{n_{l}}.}
Послідовності {\displaystyle f_{n_{k}}} і {\displaystyle f_{n_{l}}} є рівномірно обмеженими на компактних підмножинах {\displaystyle \Omega } і тому, згідно теореми Монтеля з них можна виділити нові підпослідовності {\displaystyle f_{n_{s}}} і {\displaystyle f_{n_{t}},} що рівномірно на компактних підмножинах {\displaystyle \Omega } збігаються до функцій {\displaystyle f_{1}^{*}(z)} і {\displaystyle f_{2}^{*}(z).} Згідно теореми Вейєрштраса ці функції є голоморфними на {\displaystyle \Omega }. Оскільки {\displaystyle \lim _{s\to \infty }f_{n_{s}}(z_{0})=w_{1}\neq w_{2}=\lim _{t\to \infty }f_{n_{t}}(z_{0})} то також {\displaystyle f_{1}^{*}(z)\neq f_{2}^{*}(z).} Але послідовності {\displaystyle f_{n_{s}}(z)} і {\displaystyle f_{n_{t}}(z),} як підпослідовності з {\displaystyle f_{n}(z),} збігаються на всіх точках {\displaystyle z\in E} до однакових границь, тож {\displaystyle f_{1}^{*}(z)=f_{2}^{*}(z)} для всіх {\displaystyle z\in E.}  Але {\displaystyle E} має граничну точку всередині {\displaystyle \Omega } і тому, згідно теореми про рівність {\displaystyle f_{1}^{*}(z)=f_{2}^{*}(z).} Одержане протиріччя доводить, що послідовність {\displaystyle f_{n}(z)} є збіжною в усій області {\displaystyle \Omega .} Рівномірна збіжність {\displaystyle f_{n}} на компактних підмножинах {\displaystyle \Omega } випливає із теореми Монтеля.